# Vigala
Vigala (deutsch Fickel) war eine Landgemeinde im estnischen Kreis Rapla mit einer Fläche von 269,81 km². Sie hatte 1507 Einwohner (1. Januar 2011). Die Gemeinde lag etwa 90 km von Tallinn entfernt.

## Gliederung
Neben dem Hauptort Kivi-Vigala gehörten zur Landgemeinde die Dörfer Araste, Avaste, Jädivere, Kausi, Kesu, Kojastu, Konnapere, Kurevere, Leibre, Läti küla, Manni, Naravere, Oese, Ojapere, Paljasmaa,  Palase, Pallika, Päärdu, Rääski, Sääla, Tiduvere, Tõnumaa, Vaguja, Vanamõisa, Vana-Vigala und Vängla.

## Persönlichkeiten
- Rutt Hinrikus (1946–2023), Literaturwissenschaftlerin und -kritikerin
- Ants Laikmaa (1866–1942), Maler
- Veljo Tormis (1930–2017), Komponist
- Andres Uibo (* 1956), Komponist

## Sehenswürdigkeiten
- Sehenswert ist das deutschbaltische Gutshaus von Vana-Vigala (deutsch: Sickenkos, später Alt-Fickel), das Boris von Uexküll 1775 errichten ließ. Es wird von einem neun Hektar großen Park umgeben, der 1751 zum ersten Mal erwähnt wurde. Darin befindet sich auch der Friedhof der Familie von Uexküll.
- Im Park am Gutshaus bildet sich regelmäßig im Winter auf dem Fluss Vigala das Eisrad von Vana-Vigala.
- Auch das ehemalige Rittergut Konofer war vor der Gebietsreform in Vigala angesiedelt.
- Marienkirche